# Miquel de Salbà i de Vallgornera
Miquel de Salbà i de Vallgornera (Barcelona?, c. 1610 – Madrid, 1 de febrer de 1683) fou un noble català, senyor (després marquès) de Vilanant i del castell de Santiga i cavaller de Sant Jaume. Exercí diversos càrrecs al servei de la Corona, com a conseller i diplomàtic.

## Biografia
Fill de Miquel de Salbà i de Vallseca, que fou regent de la Reial Cancelleria i del Consell d'Aragó (mort el 1627), i de la seva segona muller Melciora de Vallgornera i de Llupià, senyora de Vilanant.
Acabada la Guerra dels Segadors mostrà la seva fidelitat a Felip IV, que el recompensà amb diversos càrrecs. A diferència, però, del seu pare, no era jurista i va haver de conformar-se amb els que no exigien aquesta condició.
Fou regent de la tresoreria de la Diputació del General de Catalunya (1645), lloctinent del Mestre Racional (1659), segon conseller de capa i espasa (en els tribunals reials, conseller que no era lletrat) català (1660), lloctinent general de Mallorca (1667-1671), conseller del rei i regent del Consell d'Aragó.
El febrer de 1659 fou nomenat membre de la comissió reial (integrada per ell i pel jurista Josep Romeu Ferrer) encarregada de fixar els límits fronterers entre França i la Monarquia Hispànica establerts pel Tractat dels Pirineus. El 1660 negocià, a Llívia, amb Giacinto Serroni, bisbe d'Aurenja i delegat francès, i amb ell signà els acords finals coneguts com a Tractat de Llívia. En aquestes negociacions aconseguí de retenir Llívia per a Felip IV amb l'argument que no era un poble, a comptar entre els 33 del comtat de Cerdanya que havien de cedir-se a França segons el redactat del Tractat dels Pirineus, sinó una vila.
El 1682 Carles II concedí a Miquel de Salbà i als seus successors el títol de marquès de Vilanant, creat sobre la senyoria que heretà de la seva mare.
Morí a Madrid l'1 de febrer de 1683, essent membre del Consell del rei i regent del Consell d'Aragó.
Es casà amb Jerònima de Ponts i de Rajadell, filla d'en Miquel de Ponts i de Jerònima de Rajadell, i posteriorment, en segones núpcies, amb Eulàlia d'Erill.
De la primera esposa nasqué la seva única filla i hereva universal;
- Caterina de Salbà i Ponts (morta el 1692), casada amb l'aragonès Agustín Bernardo Ponts López de Mendoza, segon comte de Robres.

## Obres
- [Discurs geogràfic, històric i jurídic sobre la divisió i límits de les Espanyes i de les Gàl·lies per la part del Principat de Catalunya i Província del Llenguadoc en execució de l'article 42 del Tractat de Pau entre ambdues Corones de l'any 1659] (rèplica a Pere de Marca).